# 15 Penn Plaza
Le 15 Penn Plaza est un projet de gratte-ciel américain situé à New York.